# 春歌百千月
春歌百千月（はるか もちづき）は、日本のアーティスト、美術家。

## 来歴・人物
高校より渡英し、ロンドンのキングスカレッジ大学に進学。
在学中にエイベックスと専属作家契約を結び、安室奈美恵や安良城紅などに楽曲提供をし、作詞家活動を行う。
現代風にアレンジした浮世絵作品などのジャポニズム作品が海外で評価され、2014年にクロード・モネやルノアールを輩出したフランスのル・サロン展に入選。同年、パリのグラン・パレ美術館にて行われた同展にて作品を公開。 
「ニコニコ超会議 2017 超歌舞伎」「ニコニコ超会議 2018 超歌舞伎」にて、個展「春歌百千月 浮世絵展」を開催。

## 個展
- 2017年 「春歌百千月 浮世絵展」（ニコニコ超会議 2017 超歌舞伎 / 幕張メッセ)
- 2018年 「春歌百千月 浮世絵展」（ニコニコ超会議 2018 超歌舞伎 / 幕張メッセ)